# Kavastu (Luunja)
Kavastu est un village de la commune de Luunja du comté de Tartu en Estonie. 
Au 31 décembre 2011, il compte 252 habitants.

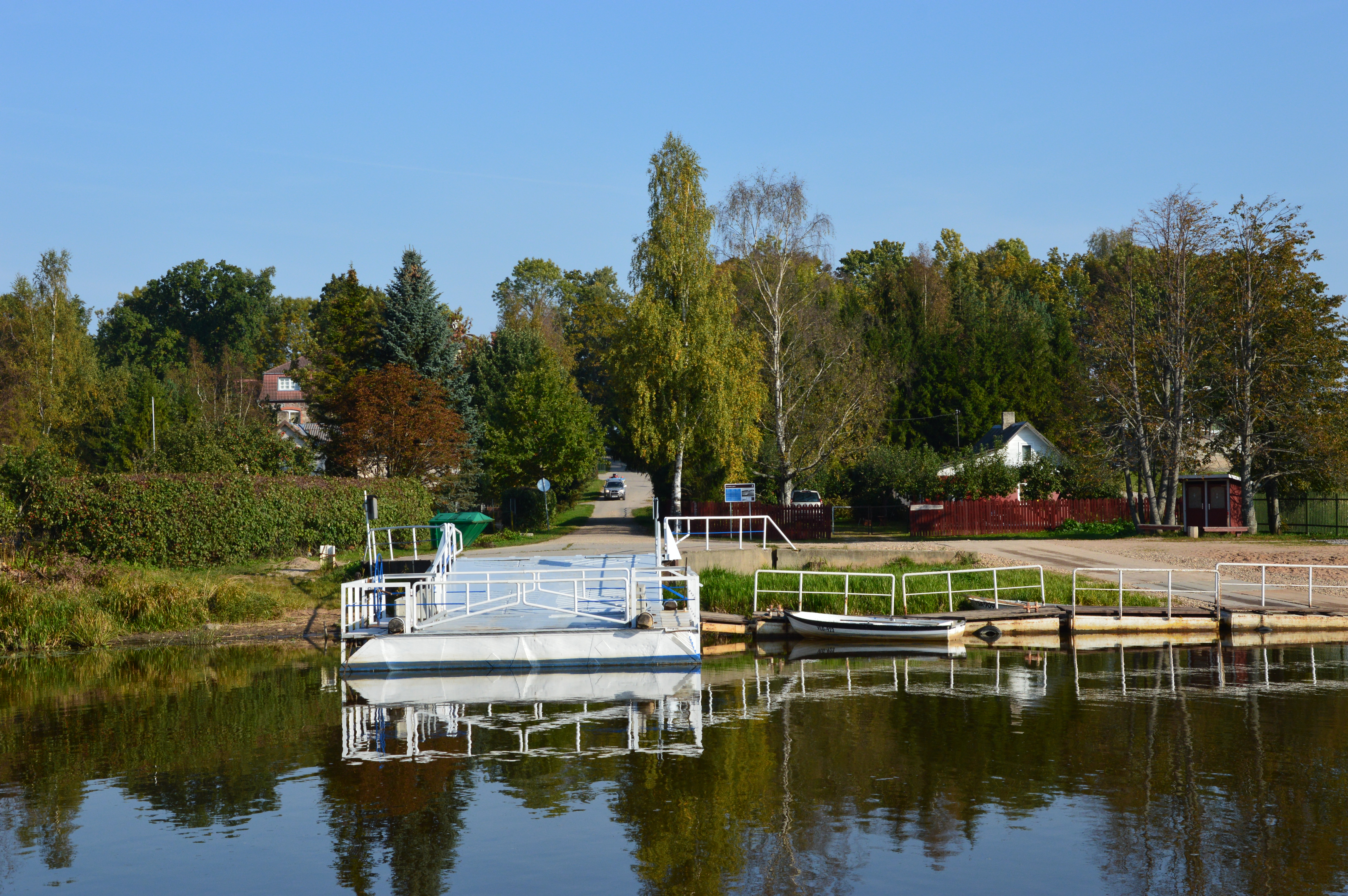
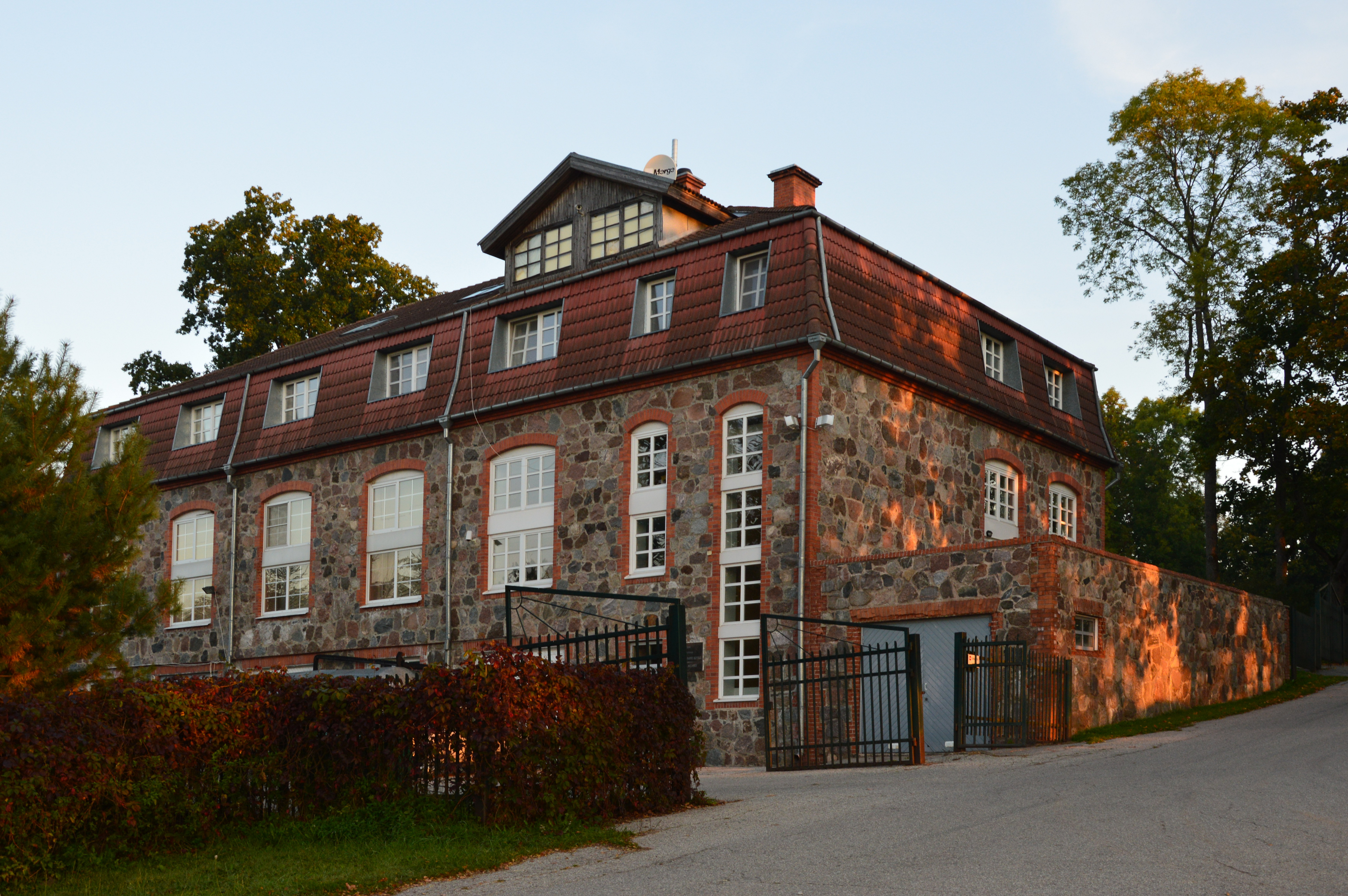
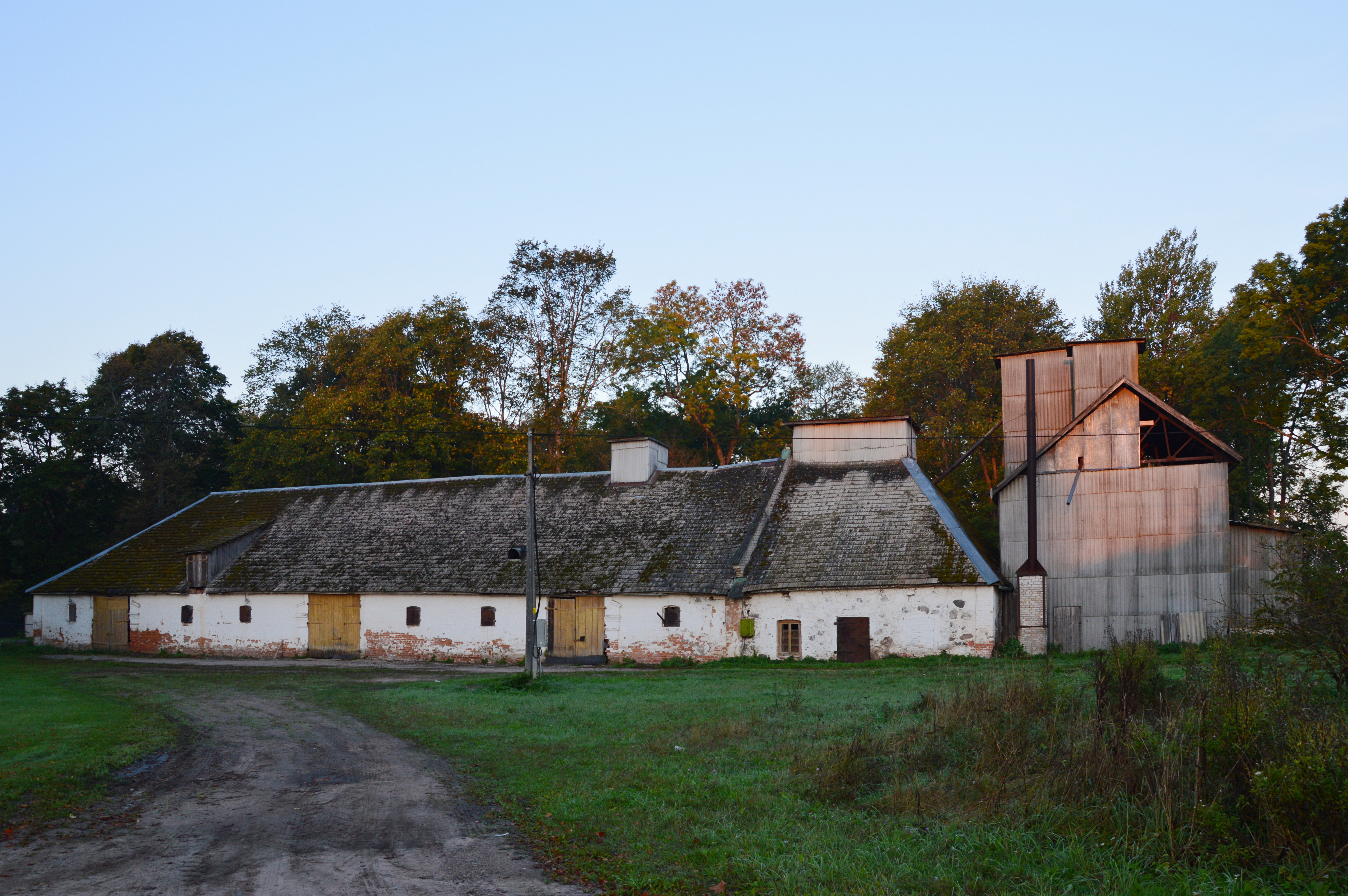